# خلر غده‌دار

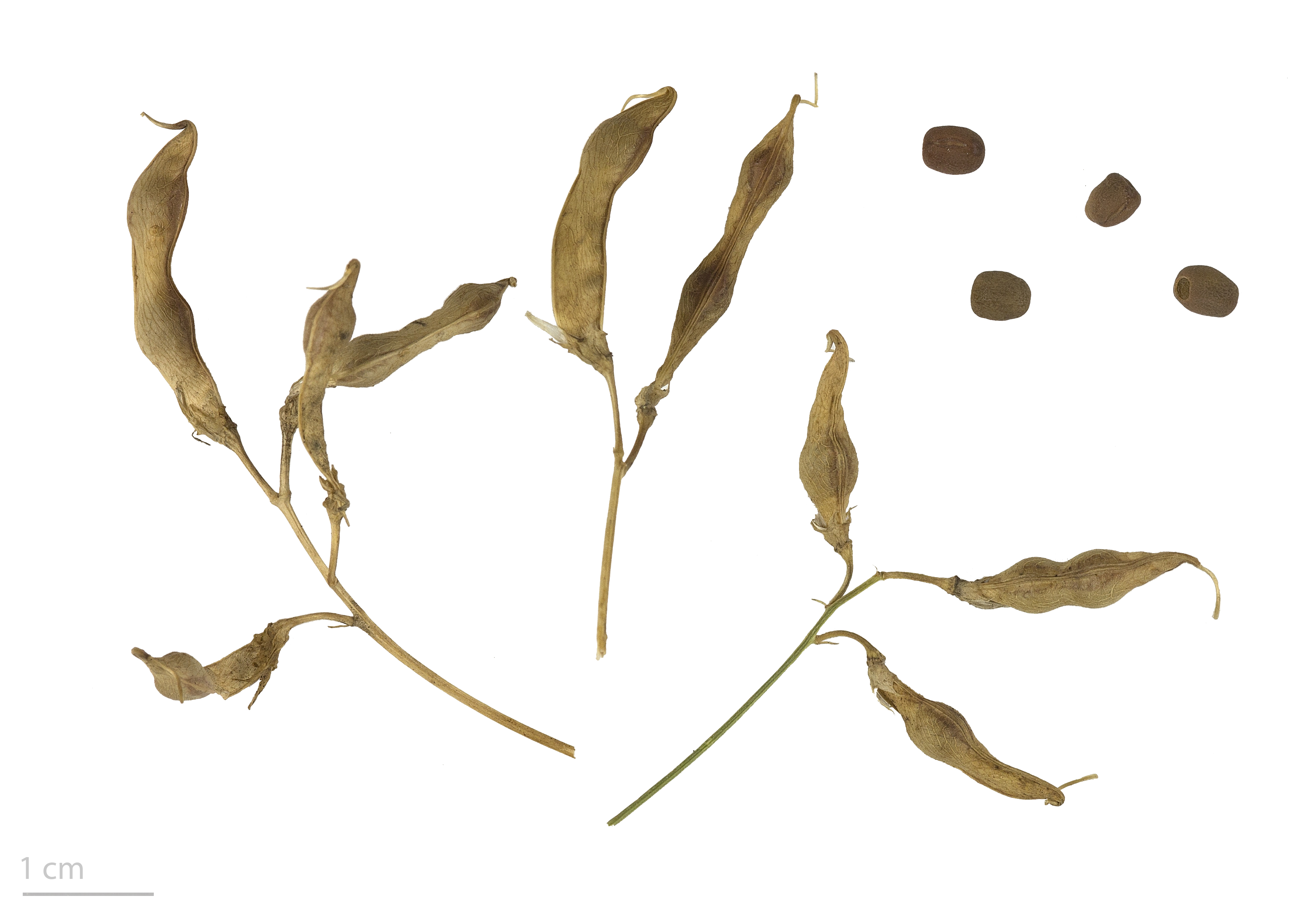
Lathyrus tuberosus

خلر غده‌دار (نام علمی: Lathyrus tuberosus) نام یک گونه از سرده خلر است.